# Cadillac Provoq
Le Cadillac Provoq est un concept car multisegment de luxe qui a été révélé le 8 janvier 2008 et fabriqué par Cadillac,. Il a été présenté au Consumer Electronics Show de 2008 à Las Vegas, Nevada.  

## Description
Le véhicule utilise la technologie véhicule hybride rechargeable, présentée pour la première fois sur la Chevrolet Volt. Pour une portée étendue, une pile à combustible à hydrogène recharge l'accumulateur lithium-ion et un panneau solaire alimente les accessoires embarqués, tels que l'éclairage intérieur et le ntrosystème audio. Comme le concept Provoq utilise un groupe motopropulseur hybride, il est basé sur la même plateforme GM Voltec que la Chevrolet Volt. 
La voiture de production partage la plate-forme GM Theta avec Saab qui obtiendrait son propre crossover, le Saab 9-4X. Le véhicule de production devait à l'origine s'appeler Cadillac BRX en remplacement du Cadillac SRX, mais Cadillac a introduit un tout nouveau SRX basé sur le Provoq.